# Inverso Pinasca
Inverso Pinasca (piemonti nyelven l'Invers ëd Pinasca, okszitán nyelven l'Ënvers de Pinacha) egy község Olaszországban, Torino megyében.

## Elhelyezkedése

Inverso Pinasca község Torino megye térképén

Inverso Pinasca a Chisone-völgyben helyezkedik el. Szomszédos települések: Perosa Argentina, Pinasca, Pomaretto, Pramollo, San Germano Chisoneés Villar Perosa.